# Diócesis de Padua
La diócesis de Padua (en latín: Dioecesis Patavina y en italiano: Diocesi di Padova) es una circunscripción eclesiástica de la Iglesia católica en Italia. Se trata de una diócesis latina, sufragánea del patriarcado de Venecia. Desde el 18 de julio de 2015 su obispo es Claudio Cipolla.

## Territorio y organización

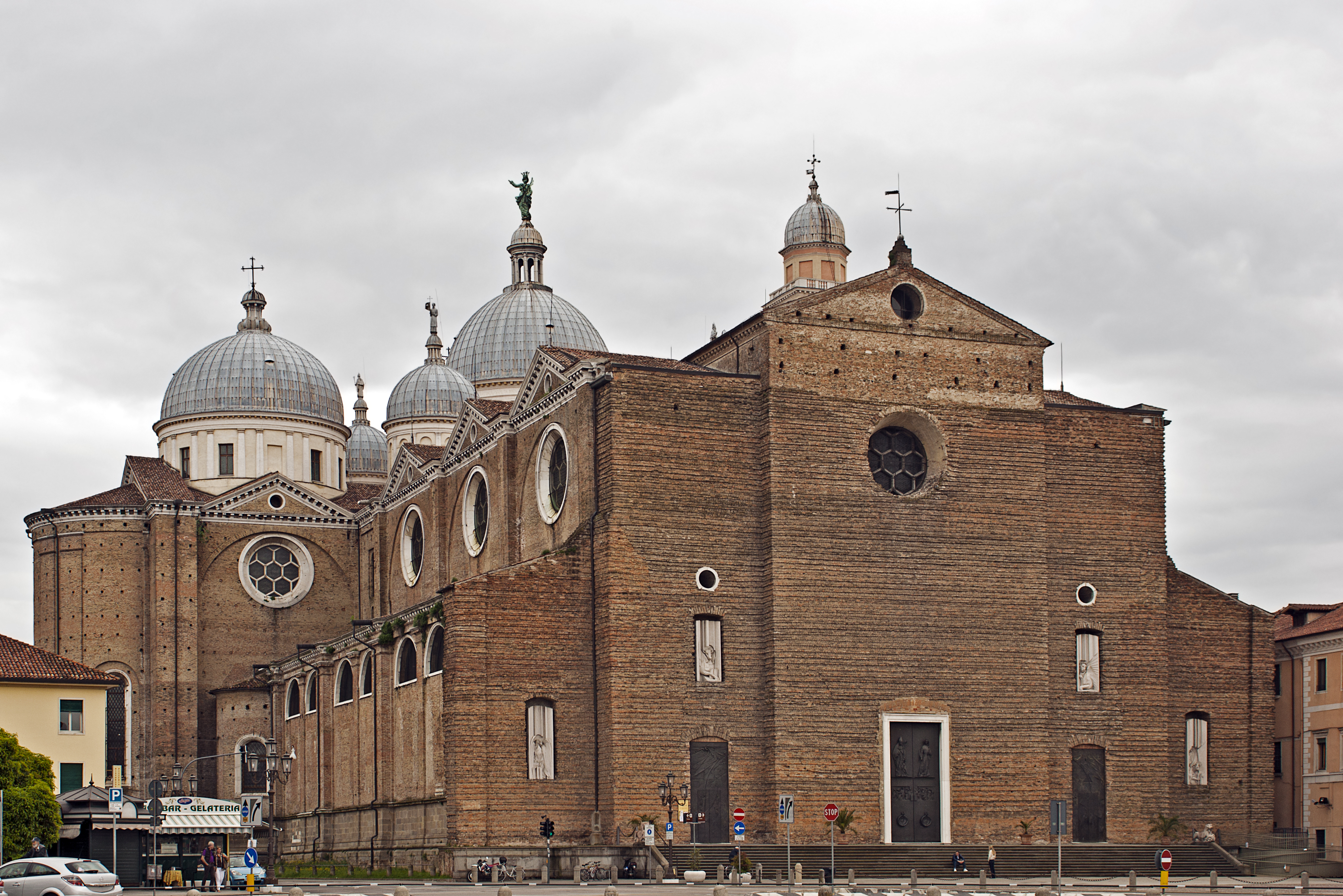
Basílica abadía de Santa Justina, en Padua

La diócesis tiene 3297 km² y extiende su jurisdicción sobre los fieles católicos de rito latino residentes en parte de la región de Véneto, comprendiendo en:
- la ciudad metropolitana de Venecia, parte de la comuna de Cona y la fracción de Valli de la comuna de Chioggia, Santa Maria di Sala (en parte), Pianiga, Dolo, Fiesso d'Artico, Vigonovo, Stra, Camponogara, Campagna Lupia y Campolongo Maggiore;
- la provincia de Vicenza, las comunas de Montegalda, Montegaldella y parte de Grisignano di Zocco;
- la provincia de Treviso, las comunas de Borso del Grappa, una porción menor de San Zenone degli Ezzelini, parte de Pieve del Grappa, Segusino y Valdobbiadene;
- la provincia de Belluno, las comunas de Arsiè, Fonzaso y la mayor parte de Setteville (creada en 2014 por fusión de las comunas de Alano di Piave y Quero Vas);
- la provincia de Vicenza, las comunas de: Lastebasse, Valdastico (la mayor parte), Rotzo, Roana, Asiago, Gallio, Foza, Enego, Valbrenta, Solagna, Pove del Grappa, Romano d'Ezzelino, Cassola (en parte), Rossano Veneto, Bassano del Grappa (en parte), Marostica (en parte), Lusiana Conco, Salcedo, Fara Vicentino, Lugo di Vicenza, Zugliano, Thiene, Zanè, Carrè, Piovene Rocchette, Chiuppano, Calvene, Caltrano y Cogollo del Cengio;
- la provincia de Padua, las comunas de: Cittadella (la mayor parte), Tombolo (en parte), San Giorgio in Bosco (una pequeña parte), Villa del Conte, Campo San Martino, Santa Giustina in Colle, San Giorgio delle Pertiche, Curtarolo, Camposampiero (en parte), Borgoricco, Campodarsego, Villanova di Camposampiero, Vigodarzere, Limena, Cadoneghe, Vigonza, Villafranca Padovana, Mestrino, Veggiano, Rubano, Noventa Padovana, Saccolongo, Padua, Selvazzano Dentro, Saonara, Cervarese Santa Croce, Rovolon, Ponte San Nicolò, Legnaro, Albignasego, Sant'Angelo di Piove di Sacco, Abano Terme, Montegrotto Terme, Torreglia, Teolo, Vo', Maserà di Padova, Polverara, Brugine, Casalserugo, Due Carrare, Battaglia Terme, Galzignano Terme, Cinto Euganeo, Lozzo Atestino, Piove di Sacco, Arzergrande, Bovolenta, Cartura, Pernumia, Arquà Petrarca, Montagnana, Ospedaletto Euganeo, Baone, Monselice, San Pietro Viminario, Este, Borgo Veneto (creada en 2018 por fusión de las comunas de Megliadino San Fidenzio, Saletto y Santa Margherita d'Adige), Conselve, Candiana, Correzzola, Codevigo, Arre, Bagnoli di Sopra, Tribano, Carceri, Sant'Elena, Solesino, Ponso, Urbana, Casale di Scodosia, Megliadino San Vitale, Vighizzolo d'Este, Villa Estense, Pozzonovo, Agna, Anguillara Veneta, Stanghella, Granze, Boara Pisani, Vescovana, Barbona, Sant'Urbano, Piacenza d'Adige, Masi y Castelbaldo.

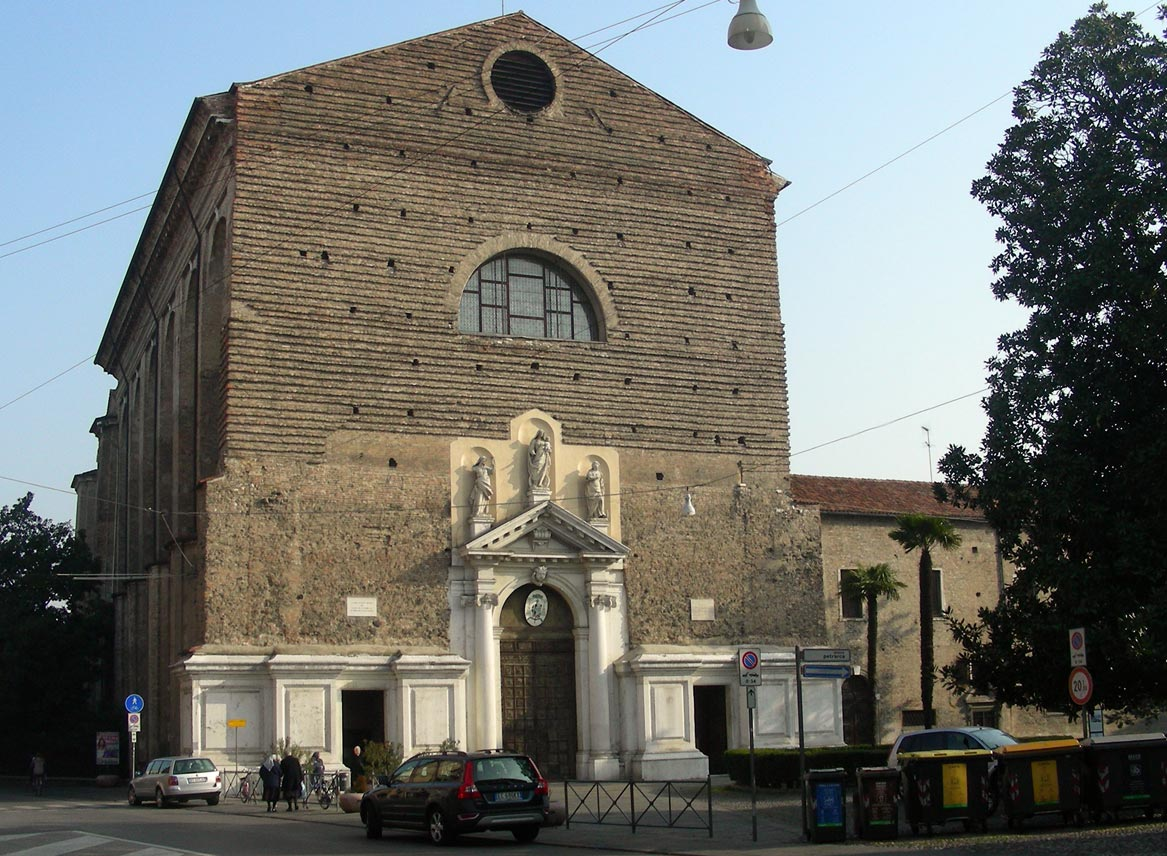
Basílica del Carmen, en Padua

La sede de la diócesis se encuentra en la ciudad de Padua, en donde se halla la Catedral basílica de Santa María de la Asunción. La basílica de San Antonio de Padua, en Padua, no está incluida en el territorio diocesano ya que está directamente sujeta a la Santa Sede: está representada por un delegado papal, cargo que actualmente ocupa el arzobispo Diego Giovanni Ravelli. En la diócesis existen otras 4 basílicas menores: la abadía de Santa Justina y la basílica del Carmen, ambas en Padua; la abadía de Praglia, en Teolo; y la basílica de Santa María de las Gracias, en Este.

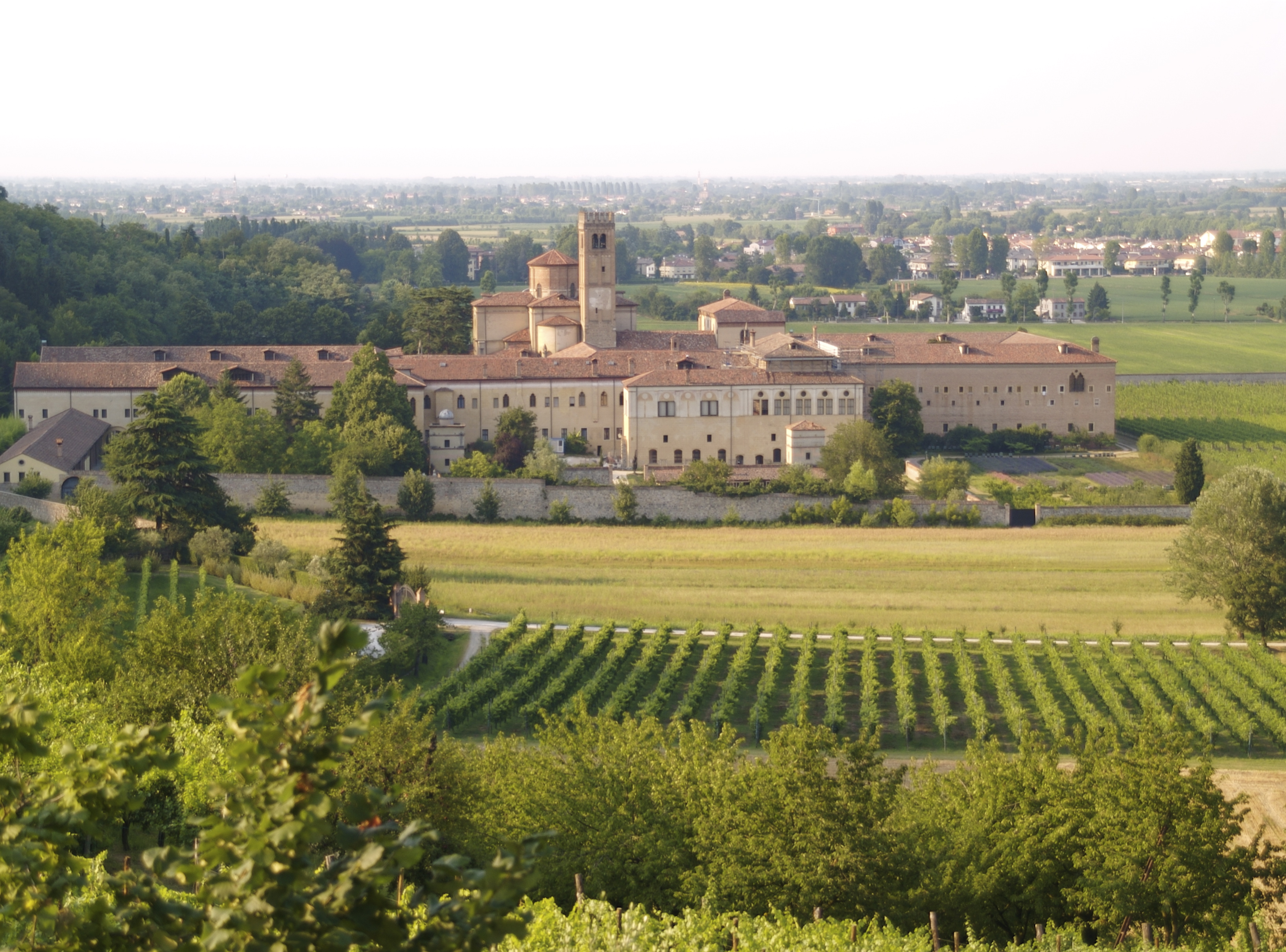
Basílica abacial de Praglia, en Teolo

En 2023 en la diócesis existían 459 parroquias agrupadas en 32 vicariatos.

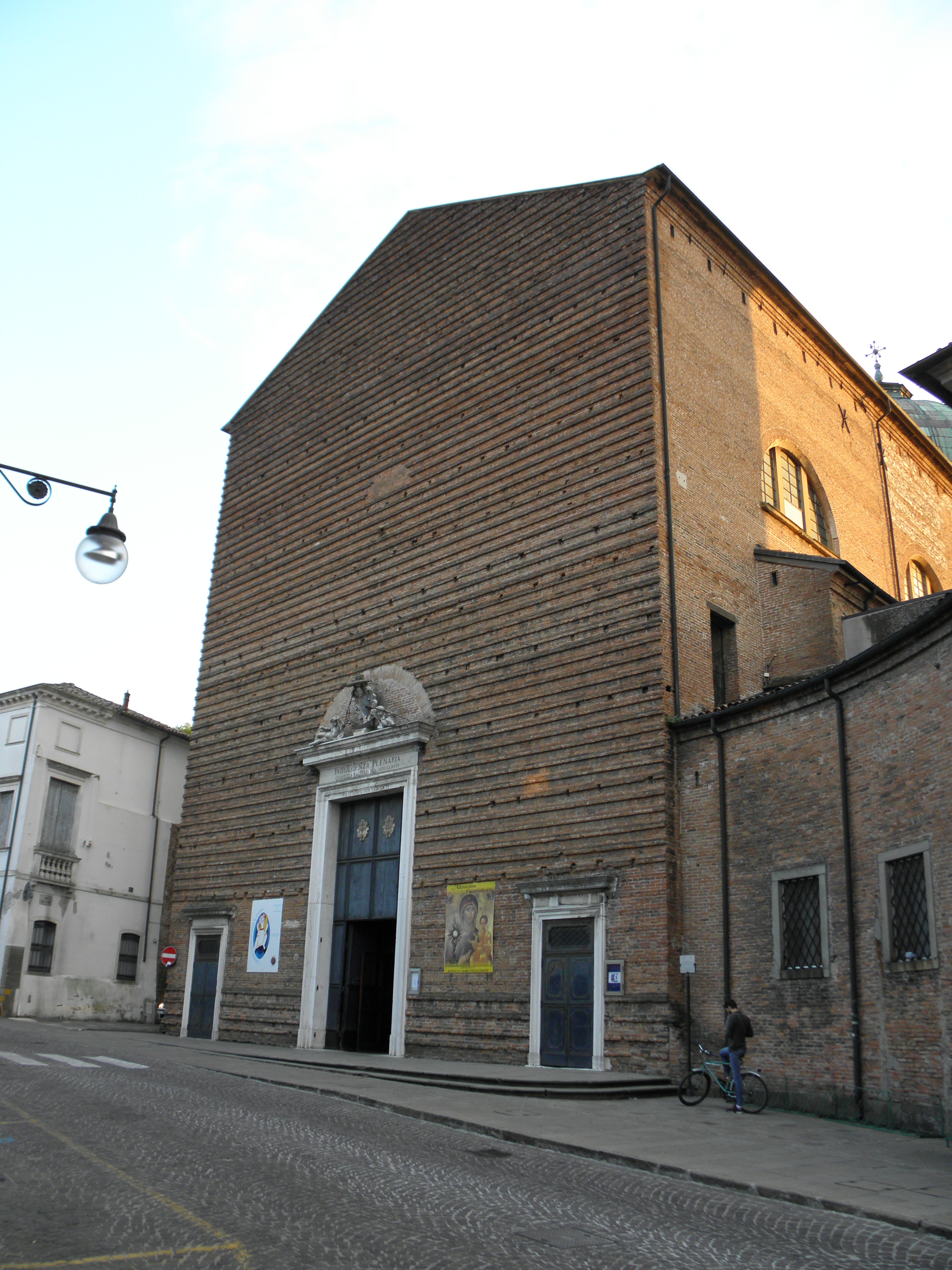
Basílica de Santa María de las Gracias, en Este

La diócesis de Padua está presente con misioneros propios fidei donum en:
- Brasil (desde 1951), en las diócesis de Petropolis y Roraima;
- Etiopía (desde 2019), en la prefectura apostólica de Robe;
- Tailandia (desde 1999), en la diócesis de Chiang Mai, en el ámbito de una misión triveneta.

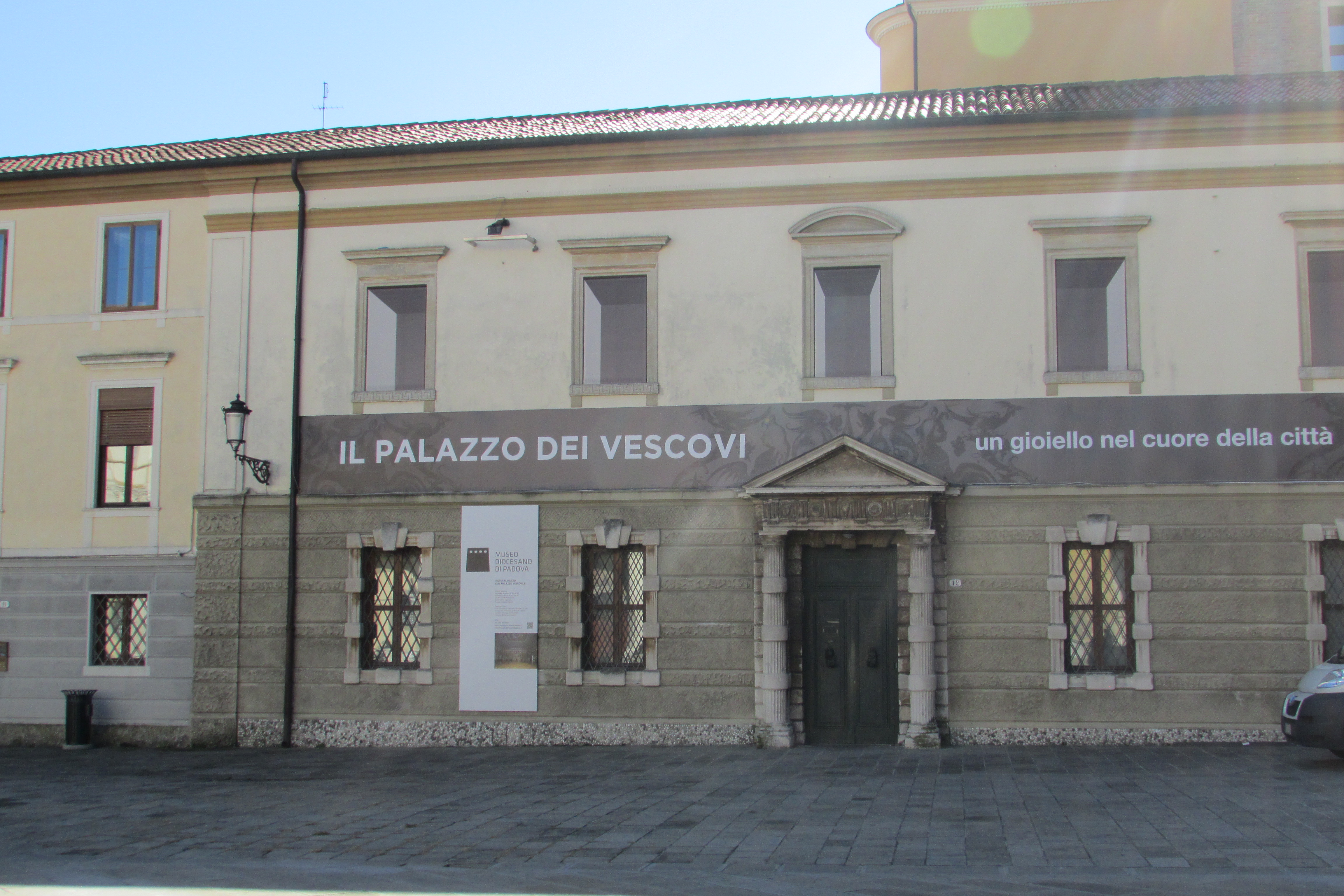
Palacio episcopal de Padua, sede también del museo diocesano

## Historia

### Los orígenes y los primeros siglos
La fundación de la Iglesia de Padua se atribuye tradicionalmente a san Prosdócimo quien, enviado por san Pedro, inició la obra de evangelización y organización eclesiástica del interior véneto, obra continuada por sus sucesores, los santos Massimo y Fidencio. Una figura de gran importancia en la historia cristiana primitiva de Padua es la conversión de la joven Justina, martirizada durante las persecuciones de Diocleciano. Estudios recientes tienden a remontar la fundación de la cátedra paduana y de una formación eclesiástica definida hacia el año 250 aproximadamente. A mediados del siglo IV, Atanasio de Alejandría fue huésped en Padua, en la sede del obispo Crispín. Mientras tanto, en el posterior Concilio de Aquilea, estuvo presente un tal Giovino, a quien algunos estudiosos identifican como el obispo de Padua.
Entre los siglos V y VI, los testimonios históricos se concentran en torno al culto a santa Justina y a su basílica extra moenia, centro espiritual de primera importancia donde se recogieron importantes reliquias, entre ellas las del evangelista Lucas y del apóstol Matías y los mártires de Padua. También fue el lugar elegido para el enterramiento de los obispos, mientras que la catedral cayó víctima, junto con el resto de la ciudad, de numerosas invasiones de visigodos, bizantinos y húngaros. De este período oscuro, que llevó al Patavium romano al aspecto de una ruina humeante (en la primera mitad del siglo VII), se sabe que los obispos solían refugiarse hacia la laguna, en Malamocco, lo que llevó a un precipitado declive de la tradición cristiana de Padua, hasta el punto de que la cronología de los obispos, antes del siglo IX, se vuelve imprecisa y confusa, también debido a la escasez de fuentes y a la pobreza de los testimonios arqueológicos.
El obispo Ursiniano, aunque residía en Malamocco, firmó como episcopus sanctae ecclesiae Paduanae en las actas del Sínodo romano de 680. Sin embargo, en tiempos del obispo Domenico, que estuvo presente en el Concilio de Mantua de 827, la sede casi con certeza había sido trasladada a Padua, ya que en ese concilio no estaba presente ningún obispo de la laguna.

### La Edad Media
Después de un período oscuro, ligado a la decadencia total del saqueado Patavium, con la época carolingia se produjo una lenta restauración de los organismos eclesiásticos en armonía entre los obispos y la casa imperial. Las donaciones de Berengario del Friul y la concesión de poder construir castillos para su propia defensa y la de la población hicieron a los obispos responsables del orden político y territorial, convirtiéndolos en efectivos señores feudales en contraste con el insistente ascenso de los poderes señoriales rurales. Para garantizar la absoluta independencia de la abadía de Santa Justina, pero también de los monasterios de San Pietro y Santo Stefano, a mediados del siglo X el obispo Ildeberto concedió prebendas y beneficios de considerable tamaño que se añadieron a los de la schola sacerdotum, el amplísimo capítulo de la catedral, ya existente en el siglo IX, al que se añadieron las iglesias parroquiales diseminadas por todo el territorio diocesano. El prestigio de la cátedra paduana se disparó con la figura del obispo Gauslino, muy cercano a Otón II, quien lo quiso en el Concilio de Ravena, entre los pocos obispos mitrados italianos presentes.
La influencia imperial culminó con el ascenso a la cátedra de Bernardo, que tenía el título de capellán de Enrique III, y de Waltolff, que provenía del capítulo canónico de la Catedral de Augsburgo. Mientras tanto, no se sabe cómo fueron acogidas las disposiciones canónicas llegadas de Roma por iniciativa de los papas León IX y Nicolás II, dictadas para frenar el fenómeno de la simonía y del concubinato. Hacia el siglo XI la curia de los vasallos episcopales, rica en arimanni o los ricos aristócratas rurales que mientras tanto se habían establecido en la ciudad (como los da Carrara, los da Fontaniva, los Maltraversi), logró aislar parte de su poder, preparando lo que se convertiría en el municipio libre de Padua, nacido también gracias al fuerte sentido de civitas que la población estaba redescubriendo junto a una alta espiritualidad difundida sobre todo por los monjes y monjas de la Orden de San Benito. Las grandes invenciones de los cuerpos de los santos Massimo, Giuliano e Felicita se pueden situar a finales del siglo XI, en las que participó el mismo papa León IX, pasando por Padua, mientras que en 1075 el cuerpo de san Daniel el Levita fue encontrado bajo el suelo de la basílica de Santa Justina, y luego fue llevado a las confesiones de la catedral.
El fuerte sentido cívico condujo a la corrupción de las relaciones entre la Iglesia paduana y el poder imperial. No es casualidad que Enrique IV se quedara en Padua en varias ocasiones entre 1090 y 1097 para cerrar la brecha existente entre el clero que se mostraba reacio a aceptar nombramientos que no vinieran de la Curia romana, hasta el punto de que el obispo Pietro IV se vio obligado a pedir la intervención directa de la corte, que no pudo bloquear su deposición en el Concilio de Guastalla. Fue sustituido por el obispo Sinibaldo, quien sin embargo tuvo que refugiarse en Este porque fue expulsado de la ciudad por violenceiam regiam. El ministerio de Sinibaldo fue largo, afectado por el gran terremoto de 1117 que provocó el derrumbe de gran parte de la ciudad, estuvo profundamente vinculado a Matilde de Canossa. Durante este período florecieron numerosas comunidades cenobíticas de la diócesis, entre ellas la abadía de Santa Maria a Praglia (dependiente de la abadía de San Benedetto in Polirone), la abadía de Santa Maria delle Carceri y la abadía de San Michele a Candiana. La situación cambió sólo después del Concordato de Worms, cuando a la figura del obispo Bellino Bertaldi, siguió una sucesión de episcopados vinculados a la sede romana, mientras que tras la formación de la Liga Lombarda, la relación entre la Iglesia de Padua y la Iglesia primada de Aquilea, claramente proimperial, se volvió más tensa: en el Concilio de Ravena, el obispo Gerardo tuvo que doblegarse para pedir perdón al patriarca de Aquilea. El final del siglo XII se caracteriza por la progresiva reorganización de los beneficios y límites de las parroquias y curatos.
El siglo XIII se caracterizó por grandes movimientos del clero regular: la abadía de Santa Giustina, guiada por el carismático abad Arnaldo da Limena, acogió a Federico II en 1239. La orden benedictina degli albi, fundada por Giordano Forzatè, floreció en San Benedetto Vecchio, San Benedetto Novello, San Giovanni di Verdara y Santa Maria in Vanzo. Los canónigos regulares se establecieron en las iglesias de Santa Sofía y San Michele mientras que la abadía de Praglia fundó en la ciudad el ospitium y la iglesia de Sant'Urbano entre 1185 y 1186. La presencia de las órdenes hospitalarias favoreció también la aparición de numerosas hospitalia.
Pero fue el florecimiento de las nuevas órdenes mendicantes lo que abrió una nueva temporada constructiva, hacia mitad de siglo: la construcción de la iglesia de los Santos Felipe y Santiago para la comunidad agustina, la iglesia de Sant'Agostino para los dominicos, la iglesia de Santa María del Carmine para los carmelitas, pero sobre todo el desarrollo del gran complejo antoniano después de la canonización de san Antonio, que tuvo lugar en 1232, transformó la ciudad en uno de los centros fundamentales del franciscanismo europeo.

### El período veneciano
En el siglo XVI el obispo decidió construir una grandiosa villa en Torreglia, sobre una colina a los pies de las Colinas Euganeas, inspirada en una domus romana. La villa, construida como refugio del calor en verano y como lugar de encuentro de artistas y hombres de letras, sufrió varias remodelaciones y permaneció como propiedad de la diócesis hasta 1962. Habiendo pasado a ser propiedad del Fondo Ambiental Italiano, todavía hoy se conoce como Villa dei Vescovi.
En 1671 el obispo Gregorio Barbarigo fundó el seminario diocesano, al que añadió una imprenta en 1684.
Siempre parte de la provincia eclesiástica de Aquilea, con la supresión de esta última, el 19 de enero de 1753, mediante la bula Suprema dispositione del papa Benedicto XIV, la diócesis de Padua pasó a ser sufragánea de la arquidiócesis de Údine, nueva sede metropolitana de aquella parte del antiguo patriarcado que se encontraba en el territorio de la República de Venecia.

### Los dos últimos siglos
El 1 de mayo de 1818, mediante la bula De salute Dominici gregis del papa Pío VII, Údine se convirtió en simple obispado y Padua fue agregada a la provincia eclesiástica de Venecia. Al mismo tiempo cedió 10 parroquias a la diócesis de Vicenza, y a cambio obtuvo una parroquia de cada una de las diócesis de Verona, Feltre y Adria y otras 7 de la misma diócesis de Vicenza.
En 1908, por iniciativa de Luigi Pellizzo, nació el semanario diocesano La Difesa del popolo.
En 1950, por iniciativa del profesor Francesco Canova, exmédico misionero en Jordania, y con el consentimiento de Girolamo Bortignon, nació el CUAMM (Colegio Universitario de Aspirantes a Médicos Misioneros).
En 1960 se inauguró en Sarmeola di Rubano la Opera della Provvidenza S. Antonio (OPSA), una gran estructura residencial que acoge a personas con graves discapacidades. Fue deseada por Girolamo Bortignon en 1955, después de su primera visita pastoral a las parroquias de la diócesis, durante la cual constató la situación de marginación y necesidad en la que vivían muchas personas, cuya ayuda recaía exclusivamente en sus familias.
Tras la adquisición del palacio Trevisan-Mion en via Zabarella, en 1974 la curia paduana lo asignó al recién creado Centro Universitario Episcopal, destinándolo a actividades pastorales dentro de la Universidad de Padua.
En el año 2000 se inauguró el Museo Diocesano, instalado en las salas del Palacio Episcopal.
Desde 2005 la Facultad Teológica del Tri-Veneto tiene su sede en Padua, de la que el obispo de Padua es por estatuto vicegran canciller.
En 2021 Claudio Cipolla convocó un Sínodo diocesano, que se abrió el 5 de junio de 2022, solemnidad de Pentecostés, y concluyó el 25 de febrero de 2024.

### Evolución histórica territorial de la diócesis
Los historiadores hacen corresponder los límites con los de los municipia romanos de Patavium y Ateste y, en época temprana, el de Vicentia, lo que justificaría su pertenencia al territorio de la Meseta de Asiago. Los primeros datos ciertos sobre las fronteras se remontan al año 897, cuando el rey de Italia Berengario del Friul donó a su canciller, el obispo Pietro, la vasta corte de Sacco, que comprendía toda la zona sudoriental de la actual provincia de Padua.
Unos años más tarde, en 917, transfirió al mismo obispo el pleno dominio de todo el valle del Brenta, hasta su desembocadura en Solagna, y de las zonas adyacentes. De este modo, al obispo de Padua se le asignó la ardua tarea de "guardián de la Valsugana" y a su territorio se le dio una singular configuración en "dos partes": la meridional más poblada y llana, la septentrional montañosa, en torno al río Brenta, que abraza el Pedemonte y toda la meseta de Asiago, el macizo de Grappa y los Prealpes de Feltre.
En 1786, bajo la presión del archiduque de Austria, Padua cedió la parroquia de Brancafora (hoy Pedemonte) a la diócesis de Trento (hoy arquidiócesis).
La geografía "en dos partes" persistió hasta la reforma eclesiástica de los Habsburgo de 1818, que tenía como objetivo la delimitación de distritos diocesanos territorialmente compactos.
Con la bula De salute Dominici gregis del 1 de mayo de 1818, el papa Pío VII estableció el traslado de las parroquias piamontesas de Breganze, Friola, Marostica, Mason, Molvena, Nove, Pianezze San Cristoforo, Pianezze San Lorenzo, Schiavon y Villaraspa de la diócesis de Padua a la de Vicenza, mientras que Padua recibió a cambio Villa del Conte, Sant'Anna Morosina, Onara, Cittadella, Rossano, Lozzo y Selvazzano. Padua recibió también la parroquia de Primolano de la diócesis de Feltre (hoy diócesis de Belluno-Feltre), la de Barbona de la diócesis de Adria (hoy diócesis de Adria-Rovigo) y la de Cinto Euganeo de la diócesis de Verona. Como resultado de estos cambios, la diócesis, que anteriormente estaba formada por dos zonas no contiguas, adoptó su actual forma de "reloj de arena", con Cittadella actuando como enlace entre las zonas superior e inferior.
En 2024 la parroquia de Mure di Colceresa fue transferida a la diócesis de Vicenza.

## Estadísticas
Según el Anuario Pontificio 2024 la diócesis tenía a fines de 2023 un total de 1 031 636 fieles bautizados.
| Año                                                                             | Población            | Población | Población      | Sacerdotes | Sacerdotes    | Sacerdotes    | Bautizados por sacerdote | Diáconos permanentes | Religiosos | Religiosos | Parroquias |
| Año                                                                             | Bautizados católicos | Total     | % de católicos | Total      | Clero secular | Clero regular | Bautizados por sacerdote | Diáconos permanentes | Varones    | Mujeres    | Parroquias |
| ------------------------------------------------------------------------------- | -------------------- | --------- | -------------- | ---------- | ------------- | ------------- | ------------------------ | -------------------- | ---------- | ---------- | ---------- |
| 1950                                                                            | 837 015              | 839 024   | 99.8           | 1207       | 913           | 294           | 693                      |                      | 670        | 3065       | 401        |
| 1970                                                                            | 860 000              | 860 051   | 100.0          | 1344       | 902           | 442           | 639                      |                      | 602        | 4334       | 432        |
| 1980                                                                            | 956 000              | 965 040   | 99.1           | 1316       | 917           | 399           | 726                      |                      | 648        | 3427       | 453        |
| 1990                                                                            | 982 777              | 986 387   | 99.6           | 1222       | 843           | 379           | 804                      | 10                   | 601        | 2845       | 459        |
| 1999                                                                            | 1 014 030            | 1 019 578 | 99.5           | 1190       | 834           | 356           | 852                      | 15                   | 596        | 2467       | 459        |
| 2000                                                                            | 1 008 967            | 1 018 354 | 99.1           | 1167       | 834           | 333           | 864                      | 18                   | 558        | 2455       | 459        |
| 2001                                                                            | 1 012 128            | 1 021 648 | 99.1           | 1123       | 819           | 304           | 901                      | 18                   | 516        | 2518       | 459        |
| 2002                                                                            | 1 027 874            | 1 036 547 | 99.2           | 1249       | 811           | 438           | 822                      | 19                   | 492        | 2428       | 459        |
| 2003                                                                            | 1 022 451            | 1 034 223 | 98.9           | 1124       | 805           | 319           | 909                      | 19                   | 482        | 2332       | 459        |
| 2004                                                                            | 1 027 662            | 1 039 117 | 98.9           | 1111       | 782           | 329           | 924                      | 25                   | 479        | 2256       | 459        |
| 2013                                                                            | 1 008 112            | 1 076 954 | 93.6           | 1018       | 724           | 294           | 990                      | 50                   | 395        | 1722       | 459        |
| 2016                                                                            | 1 029 000            | 1 075 698 | 95.7           | 958        | 685           | 273           | 1074                     | 53                   | 330        | 1713       | 459        |
| 2019                                                                            | 1 012 157            | 1 059 437 | 95.5           | 936        | 666           | 270           | 1081                     | 54                   | 416        | 1433       | 459        |
| 2021                                                                            | 1 000 240            | 1 046 855 | 95.5           | 901        | 631           | 270           | 1110                     | 53                   | 403        | 1474       | 459        |
| 2023                                                                            | 1 031 636            | 1 081 808 | 95.4           | 858        | 627           | 231           | 1202                     | 55                   | 341        | 1283       | 459        |
| Fuente: Catholic-Hierarchy, que a su vez toma los datos del Anuario Pontificio. |                      |           |                |            |               |               |                          |                      |            |            |            |

## Episcopologio

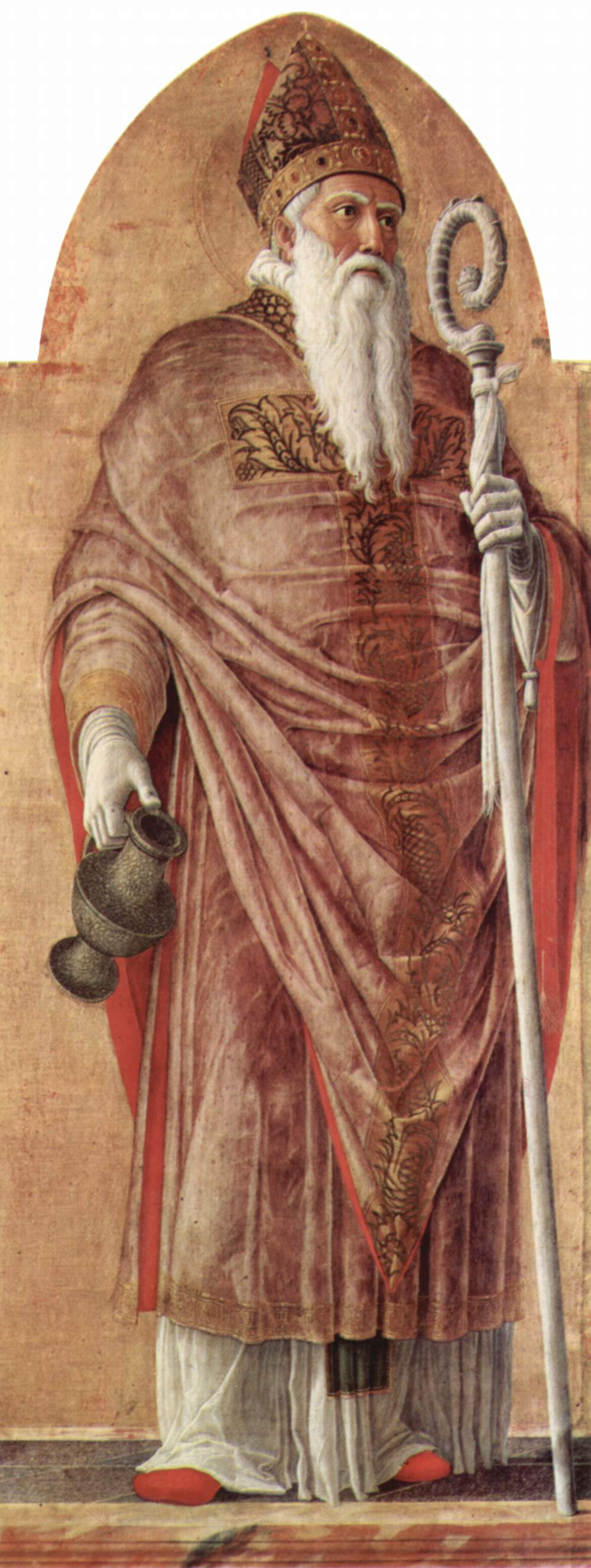
Andrea Mantegna, San Prosdocimo, primo vescovo de Padua, Pinacoteca de Brera

La cronología siguiente, hasta finales del siglo XIII, repite el catálogo de los obispos de Padua, elaborado en este mismo período y citado en el Liber Regiminum Paduae, en la versión corregida por Ludovico Antonio Muratori.
- San Prosdócimo †
- San Massimo †
- San Fidenzio †[nota 4]
- San Procolo †
- Teodoro †
- Avisiano †
- Ambrogio †
- San Siro † (inicios del III)
- Suero †
- San Leonino †[nota 5]
- Mariano †
- Eupavio †
- Felice †
- Paolo †
- Vero †
- San Ilario †
- Crispino † (antes de 342/345-después de 356)[12]
- Limpidio †
- Vitellio †
- Provino †
- Beato Severiano †
- Bergullo † (mencionado en 571/577)
- Beato Giovanni †
- Cipriano †
- Virgilio †
- Nicola †
- Olimpio o Eclimpio †
- Felice †
- Adeodato †
- Beato Pietro †
- Felice †
- Audacio †
- Tricidio †
- Bergualdo †
- Vitale †
- Odo †
- Ursiniano † (mencionado en 680)[nota 6]
- Assalonne †
- Richinaldo †
- Gosoldo †
- Diuto †
- Teodosio †
- Rodingo †[nota 7]
- Bodone †
- Giuseppe †
- Rodone (o Bodone) †
- Luitaldo †
- Domenico † (antes de 827-después de 828)[12]
- Aldegusio †
- Notingo †
- Ercorado †
- Rosio o Rorio † (antes de 855-después de 874)[nota 8]
- Bilango †
- Liotaldo †
- Obaldo †
- Ebbone †
- Turingario †[nota 9]
- Valto (o Valaico) †
- Pietro II †[nota 10]
- Pietro III †
- Sibicone † (mencionado en 917)
- Ardemanno †[nota 11]
- Ildeberto o Adalberto † (antes de 942-después de 952)
- Zenone † (?-después del 21 de marzo de 967)[nota 12]
- Gozzelino (o Gaulino) † (antes del 25 de abril de 967-?)
- Orso † (antes de 992-después de 1027)[13]
- Aistolfo † (mencionado en 1031)[nota 13]
- Burcardo † (mencionado en 1040)[13]
- Arnaldo † (mencionado en 1047)[13]
- Beato Bernardo † (1048-1059 falleció)
- Waltolff † (1060-enero o febrero de 1064 falleció)
- Olderico † (1064-1080)
- Milone † (1084-1095 falleció)
- Pietro IV † (1096-1106)
- Sinibaldo † (1106-17 de octubre de 1125 falleció)
- San Bellino Bertaldo † (1128-26 de noviembre de 1145 falleció)
- Giovanni Cacio † (1148-1165 falleció)
- Gerardo Offreducci da Marostica † (1165-después del 4 de julio de 1213 renunció)
- Giordano † (antes del 3 de diciembre de 1214-5 de noviembre de 1228 falleció)
- Giacomo Corrado † (18 de julio de 1229-5 de abril de 1239 falleció)
  - Sede vacante (1239-1250)
- Giovanni Battista Forzatè † (1250-24 de junio de 1283 falleció)
- Percivallo Conti † (circa 1285-1286 renunció)
- Bernardo Platon † (4 de marzo de 1287-21 de mayo de 1295 falleció)
- Giovanni Savelli, O.P. † (14 de noviembre de 1295-10 de enero de 1299 nombrado obispo de Bolonia)[nota 14]
- Ottobuono di Razzi † (11 de febrero de 1299-29 de abril de 1302 nombrado patriarca de Aquilea)
- Pagano della Torre † (29 de abril de 1302-23 de marzo de 1319 nombrado patriarca de Aquilea)
- Ildebrandino Conti † (27 de junio de 1319-2 de noviembre de 1352 falleció)
- Giovanni Orsini † (14 de enero de 1353-junio de 1359 falleció)
- Pileo da Prata † (12 de junio de 1359-23 de enero de 1370 nombrado arzobispo de Ravena)
- Giovanni Piacentini † (23 de enero de 1370-28 de abril de 1371 nombrado arzobispo de Patras)
- Elia Beaufort † (28 de abril de 1371-14 de noviembre de 1373 nombrado obispo de Castres)
- Raimondo, O.S.B. † (23 de enero de 1374-1386 depuesto)
- Giovanni Enselmini † (1 de octubre de 1388-20 de marzo de 1392 renunció)
- Ugo Roberti † (7 de mayo de 1392-12 de abril de 1396 nombrado patriarca de Jerusalén)
- Stefano da Carrara † (25 de junio de 1396-10 de abril de 1402 nombrado arzobispo de Nicosia)
  - Stefano da Carrara † (10 de abril de 1402-1406 renunció) (administrador apostólico)
- Albano Micheli † (8 de marzo de 1406-1409 falleció)
- Pietro Marcello † (16 de noviembre de 1409-1428 falleció)
- Pietro Donà † (16 de junio de 1428-7 de octubre de 1447 falleció)
- Fantino Dandolo † (8 de enero de 1448-17 de febrero de 1459 falleció)
  - Pietro Barbo † (9 de marzo de 1459-26 de marzo de 1460 renunció) (obispo electo)
- Jacopo Zeno † (26 de marzo de 1460-13 de abril de 1481 falleció)
  - Pietro Foscari † (15 de abril de 1481-22 de agosto de 1485 falleció) (administrador apostólico)
- Giovanni Battista Micheli † (1485-1487 renunció)
- Pietro Barozzi † (14 de marzo de 1487-10 de enero de 1507 falleció)
- Pietro Dandolo † (20 de octubre de 1507-1509 falleció)
- Sisto Gara della Rovere † (11 de junio de 1509-8 de marzo de 1517 falleció)
- Marco Corner † (9 de marzo de 1517-24 de julio de 1524 falleció)
- Francesco Pisani † (8 de agosto de 1524-1555 renunció)
- Alvise Pisani † (1555-3 o 29 de junio de 1570 falleció)
- Nicolò Ormanetto † (3 de julio de 1570-18 de enero de 1577 falleció)
- Federico Corner † (19 de julio de 1577-4 de octubre de 1590 falleció)
- Alvise Corner † (4 de octubre de 1590 por sucesión-20 de octubre de 1594 falleció)
- Marco Corner † (12 de diciembre de 1594-11 de junio de 1625 falleció)
- Pietro Valier † (18 de agosto de 1625-5 o 9 de abril de 1629 falleció)
- Federico Baldissera Bartolomeo Corner † (30 de abril de 1629-11 de junio de 1631 nombrado patriarca de Venecia)
- Marcantonio Corner † (15 de noviembre de 1632-27 de abril de 1636 falleció)
- Luca Stella † (11 de julio de 1639-21 de diciembre de 1641 falleció)
- Giorgio Corner † (14 de julio de 1642-15 de noviembre de 1663 falleció)
- San Gregorio Barbarigo † (24 de marzo de 1664-18 de junio de 1697 falleció)
- Giorgio Corner † (26 de agosto de 1697-10 de agosto de 1722 falleció)
- Gianfrancesco Barbarigo † (20 de enero de 1723-26 de enero de 1730 falleció)
- Giovanni Minotto Ottoboni † (8 de febrero de 1730-9 de diciembre de 1742 falleció)
- Carlo della Torre Rezzonico † (11 de marzo de 1743-6 de julio de 1758 electo papa con el nombre de Clemente XIII)
- Sante Veronese † (11 de septiembre de 1758-1 de febrero de 1767 falleció)
- Antonio Marino Priuli † (6 de abril de 1767-26 de octubre de 1772 falleció)
- Nicolò Antonio Giustinian, O.S.B. † (14 de diciembre de 1772-12 de noviembre de 1796 falleció)
  - Sede vacante (1796-1807)
- Francesco Scipione Dondi dall'Orologio † (18 de septiembre de 1807-6 de octubre de 1819 falleció)
- Modesto Farina † (13 de agosto de 1821-10 de mayo de 1856 falleció)
- Federico Manfredini † (19 de marzo de 1857-17 de agosto de 1882 falleció)
- Giuseppe Callegari † (25 de septiembre de 1882-14 de abril de 1906 falleció)
- Luigi Pellizzo † (13 de julio de 1906-24 de marzo de 1923 renunció)[nota 15]
- Elia Dalla Costa † (23 de mayo de 1923-19 de diciembre de 1931 nombrado arzobispo de Florencia)
- Carlo Agostini † (30 de enero de 1932-5 de febrero de 1949 nombrado patriarca de Venecia)
- Girolamo Bartolomeo Bortignon, O.F.M.Cap. † (1 de abril de 1949-7 de enero de 1982 retirado)
- Filippo Franceschi † (7 de enero de 1982-30 de diciembre de 1988 falleció)
- Antonio Mattiazzo (5 de julio de 1989-18 de julio de 2015 retirado)
- Claudio Cipolla, desde el 18 de julio de 2015